# Pretatti
La famiglia Pretatti (o Preti) è stata una famiglia nobile italiana, protagonista della storia dell'Aquila nel Medioevo.

## Storia
Nonostante la rilevanza nell'ambito delle vicende storiche aquilane, le notizie sui Pretatti sono assai scarne. La famiglia si ritiene essere originaria di Poppleto ed il capostipite è individuato in un Pretatto vissuto nel XIII secolo. Sin dalla fondazione dell'Aquila, il casato si evidenzia come uno dei più importanti e ricchi della città.
Durante la metà del XVI secolo i Pretatti entrarono in conflitto con i Camponeschi, essendo i primi espressione del ceto agrario tendente al feudalesimo ed i secondi esponenti del rampante ceto borghese a vocazione mercantile. Per la loro natura conservativa, i Pretatti godevano delle simpatie di corte, cosicché, dopo un primo conflitto scoppiato nel 1337, il re del Regno di Napoli Roberto d'Angiò convocò Lalle I Camponeschi e lo bandì dall'Aquila. Tramite un accordo con l'altra famiglia dei Bonagiunta, il Camponeschi riuscì a rientrare in città nel 1338, salvo poi essere nuovamente esiliato da Todino Pretatti. Grazie alla protezione del sovrano, i Pretatti riuscirono ad evitare i successivi tentativi di riconquista della città da parte dei rivali.
Nel 1342 i Pretatti furono sconfitti dai Bonagiunta che conquistarono così il governo cittadino. A loro volta, questi ultimi furono sconfitti dai Camponeschi che riuscirono a rientrare all'Aquila e, l'anno seguente, alla morte di Roberto d'Angiò, si vendicarono dei Pretatti espropriandone le proprietà ed esiliandoli dal Regno di Napoli. La famiglia ebbe poi modo di rientrare in città grazie al principe Filippo di Taranto ma, alla prova dei fatti, Lalle I Camponeschi venne meno agli impegni presi venendo per questo assassinato su commissione dello stesso Filippo.
Un ulteriore conflitto divampò nell'ambito della crisi nota come scisma d'Occidente: i Pretatti – nella persona di Francesco Antonio, detto Ceccantonio, membro più noto, esiliato con la famiglia a Corvaro – si schierarono con papa Urbano VI, mentre i Camponeschi appoggiarono la regina Giovanna I d'Angiò e si schierarono con l'antipapa Clemente VII. La disputa derivò in sanguinose battaglie e numerose scorrerie e saccheggi tra l'aquilano e il cicolano e si concluse con la battaglia di Torano del 1381 in cui i Camponeschi, con il decisivo appoggio degli Orsini, ebbero definitivamente la meglio sui Pretatti. Il 16 agosto 1381 Ceccantonio fu giustiziato mediante decapitazione; in precedenza, durante il conflitto, alcune porte cittadine furono murate (tra cui Porta di Bagno) e i congiuranti ritenuti vicini ai Pretatti impiccati.
Come segnalato dallo storico Bernardino Cirillo, nel XVI secolo i Pretatti furono segnalati con i Cantelmo a Castiglione a Casauria. In seguito non si ebbero più tracce e il casato si ritenne estinto.

## Albero genealogico
Di seguito è riportato l'albero genealogico della famiglia Pretatti attinente alla seconda metà del XIV secolo:
|          |                              |                              |       |        |        |                                 |             |          |          |                                        |                                        |                               |                     |
|          |                              |                              |       |        |        | Todino ...-1341 sp. Francesca ? |             |          |          |                                        |                                        |                               |                     |
|          |                              |                              |       |        |        |                                 |             |          |          |                                        |                                        |                               |                     |
|          |                              |                              |       |        |        |                                 |             |          |          |                                        |                                        |                               |                     |
|          | Ameruso/Amoroso sp. Loreta ? | Ameruso/Amoroso sp. Loreta ? | Luca  | Luca   |        | Bucciarello                     | Bucciarello | Filippo  | Filippo  |                                        | Niccolò sp. Pasqua Bonagiunta          | Niccolò sp. Pasqua Bonagiunta |                     |
|          |                              |                              |       |        |        |                                 |             |          |          |                                        |                                        |                               |                     |
|          |                              |                              |       |        |        |                                 |             |          |          |                                        |                                        |                               |                     |
| Montagna | Montagna                     | Lella                        | Lella | Pietro | Pietro | Buccio                          | Buccio      | Coluccia | Coluccia | Francescantonio "Ceccantonio" ...-1381 | Francescantonio "Ceccantonio" ...-1381 | Riccio sp. Cimina ?           | Riccio sp. Cimina ? |

## Stemma
La blasonatura d'argento al capriolo di rosso caricato delle lettere P. R. E. descrive lo stemma della famiglia Pretatti.